# Grammofoonplaat

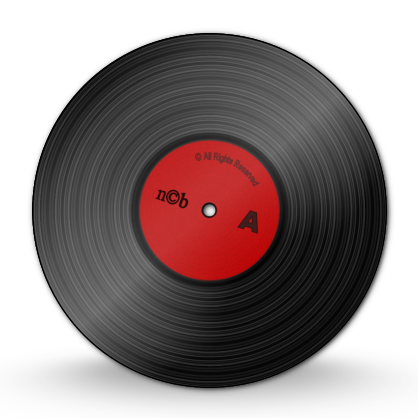
Een langspeelplaat

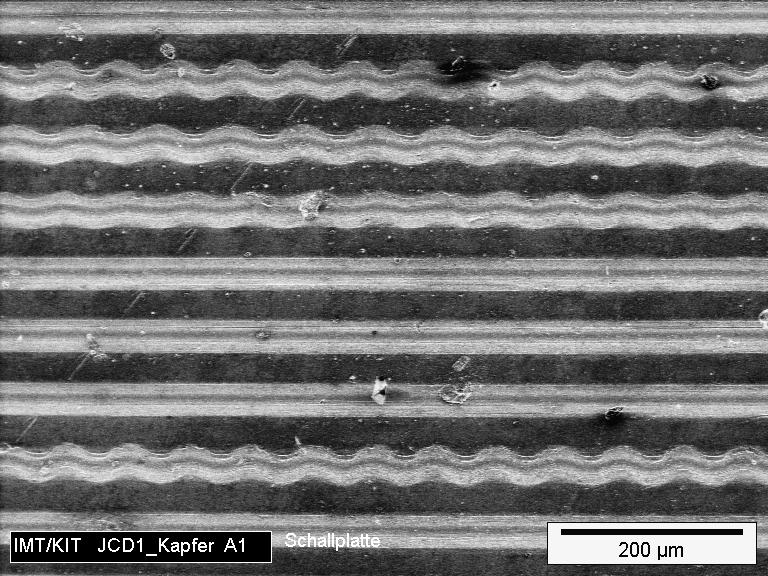
Groef van een langspeelplaat gezien door een microscoop

Een grammofoonplaat is een geluidsdrager die op een grammofoon wordt afgedraaid. Het is een platte schijf waarbij aan beide kanten (aanvankelijk slechts aan één kant) een spiraalvormige groef is geperst die van de rand naar dicht bij het midden loopt of van het midden naar de rand en waarin geluidsinformatie is opgenomen in de vorm van kleine horizontale (vroeger verticale, en thans bij stereo horizontale én verticale) afwijkingen. Deze uitslagen naar links en rechts kunnen met een naald op de ronddraaiende plaat worden afgetast en hoorbaar worden gemaakt. Om te zorgen dat een plaat op de juiste wijze op een speler gelegd wordt, wordt er een gaatje exact in het midden van een plaat gemaakt.
Het centrale deel van de grammofoonplaat bevat het label, waarop de inhoudsopgave wordt aangegeven.

## Geschiedenis
De grammofoonplaat werd ontwikkeld door Emile Berliner (1858-1929). Voordien werd gebruikgemaakt van cilinders (wasrollen) als geluidsdragers.
Vóór de uitvinding van de cd was de grammofoonplaat de populairste geluidsdrager. Na de komst van de cd daalde de populariteit van de grammofoonplaat, alhoewel in discotheken de lp en singles nog in gebruik bleven, omdat het voor diskjockeys een voordeel was dat een plaat direct te manipuleren is. Veel moderne dansmuziek, maar ook rock en metalmuziek worden behalve op cd ook als grammofoonplaat uitgebracht, soms zelfs uitsluitend op vinyl.
Sinds 2012 is de grammofoonplaat weer meer gevraagd. Liefhebbers kunnen bij sommige winkelketens terecht voor platenspelers en langspeelplaten.

## Varianten

### Draaisnelheden en formaten
| Diameter       | 78 toeren (tot 1960)   | 45 toeren (vanaf 1949) | 33⅓ toeren (vanaf 1948) | 16⅔ toeren (van 1958 tot 1987)                                           |
| -------------- | ---------------------- | ---------------------- | ----------------------- | ------------------------------------------------------------------------ |
| meer dan 30 cm | zeer zeldzaam          |                        | zeldzaam                |                                                                          |
| 30 cm (12")    | gewoon tot 1956        | af en toe vanaf 1977   | zeer gewoon             | zeer zeldzaam, voor muziek en voor gesproken woord                       |
| 25 cm (10")    | zeer gewoon            | af en toe vanaf 1977   | gewoon tot 1970         | zeer zeldzaam, voor achtergrondmuziek in winkels en voor gesproken woord |
| 20 cm (8")     | zeer zeldzaam tot 1950 |                        |                         |                                                                          |
| 17,5 cm (7")   | zeldzaam               | zeer gewoon            | af en toe               | zeer zeldzaam, voor muziek en voor gesproken woord                       |

In bovenstaande tabel zijn de meestvoorkomende combinaties, sinds 1960, gekleurd. Het zijn: 30 cm 33⅓ toeren en 17,5 cm 45 toeren. Sommige platenspelers tasten de grootte van de plaat af (nodig om de naald op de juiste plek neer te zetten) en er zijn er die dan ook nog zelf de snelheid instellen (tenzij de gebruiker een andere snelheid kiest).

#### 78 toeren
De oudste grammofoonplaten hebben een diameter van 30 cm (12"), 25 cm (10") of 20 cm (8") en worden afgespeeld op een toerental van 75 tot 82 per minuut. Later werd dit gestandaardiseerd op 78 toeren. De meeste zijn gemaakt van schellak. Door gebruik van betere materialen en elektronische versterking kon in de jaren veertig de groef worden versmald, waardoor meer muziek op één plaatkant mogelijk werd. Aanvankelijk werd op een 12"-plaatkant maximaal vijf minuten muziek geperst, rond 1950 werd acht minuten op één kant mogelijk.
De 78 toerenplaat bleef tot het einde van de jaren vijftig in productie en in sommige landen, met name in Afrika en India tot diep in de jaren zestig.

#### Microgroefplaat
De verbeterde techniek maakte experimenten met een lagere draaisnelheid mogelijk. In de Verenigde Staten experimenteerde Columbia Records met een toerental van 33⅓, terwijl RCA-Victor 45 toerenplaten ontwikkelde.
De nieuwe platen hebben een smallere groef en moeten dan ook met een kleinere naald worden afgespeeld. Deze groef heet microgroef. Veel grammofoons bezaten dan ook twee naalden, gemerkt met een M (van microgroef) en met een N (van normale groef). Een microgroefplaat wordt vernield met een N-naald en een M-naald slijt onnodig hard bij gebruik op een normale plaat.

##### Langspeelplaat
De langspeelplaat (ook wel lp of album), werd officieel geïntroduceerd in 1948 in de Verenigde Staten en werd gemaakt van vinyl. Vanaf het begin waren er twee formaten in de handel: 30 en 25 cm (12 en 10"). Door de lagere snelheid en kleinere groefafstand kon er op een langspeelplaat veel meer muziek worden geplaatst: de 12"-platen konden maximaal een halfuur muziek per kant weergeven, de 10"-platen maximaal twintig minuten.

##### Singles
Daarnaast kwam RCA met een 45 toerenplaat van 17,5 cm (7"), die als singles bekend werden. Ze waren oorspronkelijk bedoeld voor gebruik met een platenwisselaar. Ze hebben een groter gat in het midden, zodat er ruimte is voor het wisselmechaniek. Deze platen werden oorspronkelijk geleverd met een uitneembaar inzetstukje zodat ze ook afgespeeld konden worden op een platenspeler met een kleine as. Later kon een voorgestanst deel worden uitgebroken voor gebruik met een platenwisselaar. In de beginperiode werd dit formaat ook gebruikt voor langere muziekstukken, die dan, net als voorheen bij de 78 toerenplaten het geval was, over meer plaatzijden verdeeld werden.
Varianten van de single:
- De (12 inch) maxisingle heeft het formaat van een langspeelplaat, maar wordt afgespeeld op 45 toeren per minuut.
- De ep (extended play). Hierbij is de speelduur verlengd door een variabele spoed te gebruiken. Bij de zachtere passages liggen de groeven dichter bij elkaar.
- De (7 inch) maxisingle heeft het formaat en aantal toeren van een 45 toerensingle, maar bevat in totaal drie melodieën. In de eerste helft van jaren 70 was dit formaat een korte tijd populair voor het uitbrengen van popmuziek. Ook bij deze tussenvorm werd een variabele spoed gebruikt.
  - De 10 inch: Hierop staan enkele melodieën per kant. Deze worden ook op 45 tpm afgedraaid.
  - De 7 inch: Er werden 17,5 cm-platen geperst, die op 33⅓ tpm moeten worden afgedraaid. Deze werden vooral gebruikt voor klassieke muziek en hebben een maximale speelduur van 8,5 minuten per kant. Het Amerikaanse platenlabel MMS en Populaire Platen Kring (PPK) waren vrijwel de enige labels die deze 33 toerenplaten op de markt brachten.[bron?]
- De vierkante slappe single, die als promotie bijvoorbeeld als bladzijde in een tijdschrift werd geleverd en na uitscheuren met enige omzichtigheid enkele malen kon worden afgespeeld. Door de niet-ronde vorm en het slappe karakter van het gebruikte materiaal betekende dit een groot gevaar voor de naald. De weergavekwaliteit van het opgenomene was uiteraard niet groot. Een promotieliedje van de NS voor Tienertoer is bijvoorbeeld ooit zo verspreid.[1]De drie gangbare formaten van singles. Let op het uitbreekbare middenstuk van de rechter plaat.

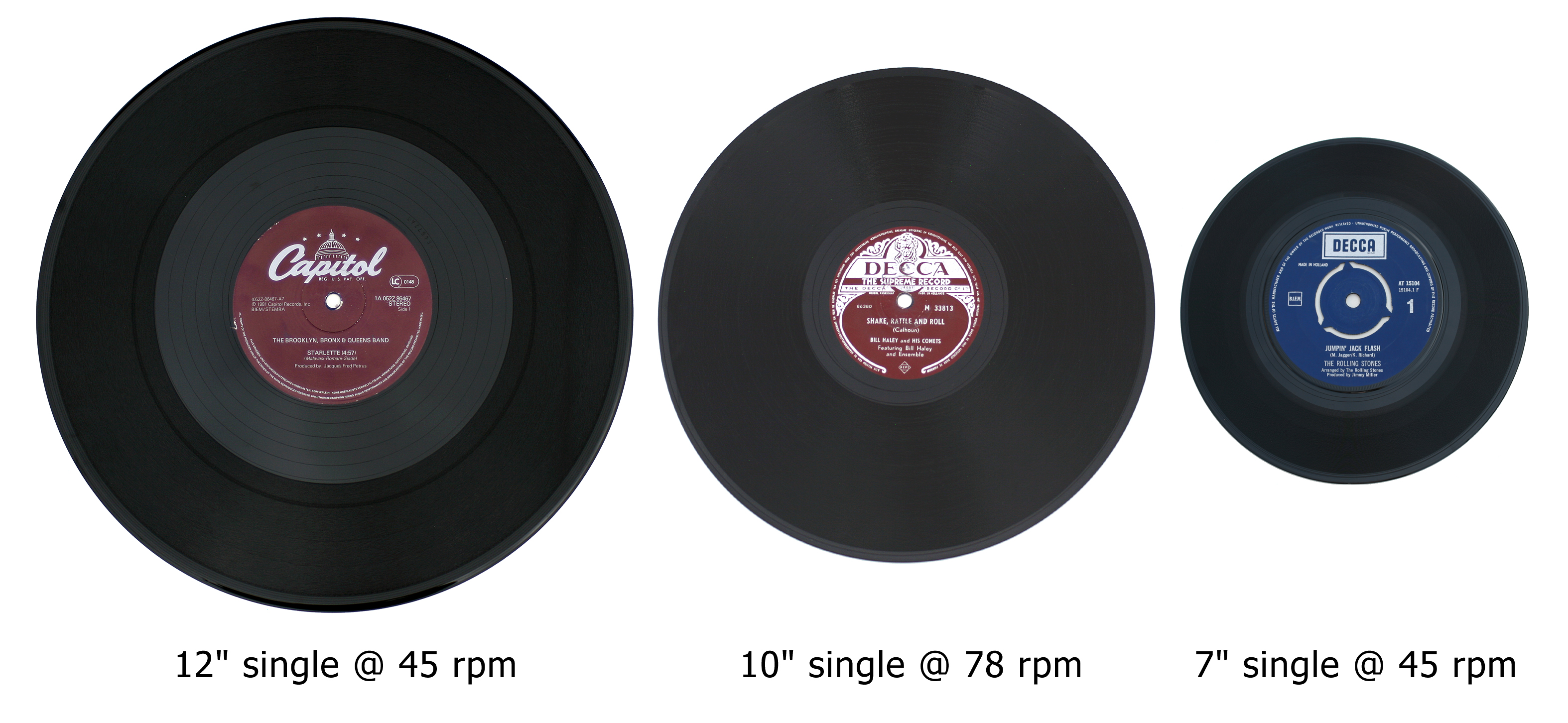
De drie gangbare formaten van singles. Let op het uitbreekbare middenstuk van de rechter plaat.

#### 10-inch
De 25 cm-plaat was aanvankelijk populair, zowel in de klassieke als de populaire muziek. Hoewel de speelduur iets korter was dan van een 30 cm-plaat lagen de productiekosten lager, waardoor deze platen goedkoper op de markt kwamen, terwijl er toch relatief veel muziek op kon worden geperst, zeker in verhouding tot de oude 78 toerenplaat.

### Stereofonie
Een vernieuwing die tijdens de ontwikkeling van de grammofoonplaat in 1958 werd doorgevoerd was de weergave in stereo.
De groef waarin de naald loopt, werd toen niet alleen horizontaal maar ook verticaal gemoduleerd. De naald beweegt vanaf dat moment (stereoplaat) dus niet alleen heen en weer maar tevens op een neer. Omdat horizontale modulatie beter werkt en men geen van de stereokanalen wilde bevoordelen werd voor een mix gekozen: zowel linker als rechter kanaal moduleerden horizontaal én verticaal maar onder een hoek van 90 graden ten opzichte van elkaar. De som van beide signalen ligt nog steeds in het horizontale vlak, zodat een stereoplaat ook op monoapparatuur afgespeeld kan worden. De monoplatenspeler negeert de verticale bewegingen van de naald.
De stereoplaat heeft een iets smallere groef dan de monoplaat, zodat een smallere naald nodig is. Deze naald is ook bruikbaar voor de monoplaat. Bovendien moet de naald in het verticale vlak kunnen bewegen. Een stereoplaat wordt vernield door het gebruik van een mononaald of een opnemer die geen verticale bewegingen toelaat.

### Quadrafonie
Eind jaren zestig kwam een vierkanaalsversie, quadrafonie genoemd, op de markt. Er werd gedacht aan twee groeven en twee naalden, maar de daarvoor vereiste nauwkeurigheid in de afstand tussen de naalden bleek niet haalbaar te zijn. In plaats daarvan werden twee kanalen op een draaggolf gemoduleerd. Hiervoor was een speciale platenspeler nodig. Bands als Pink Floyd zijn experimenteel bezig geweest met het uitbrengen van quadrafonische lp's. Echter, de hoge kosten van apparatuur, en het feit dat het grootste deel van de consumenten geen meerwaarde zag in het extra paar boxen, maakten dat het quadrafonie-tijdperk slechts tot begin jaren tachtig geduurd heeft. De dvd bracht een herleving met surround sound.

## Toerental
Het toerental van een grammofoonplaat is constant. Daardoor neemt de lineaire snelheid van de naald in de groef van buiten naar binnen toe af. Hierdoor kunnen hoge tonen aan het eind van een muziekstuk minder goed worden weergegeven dan aan het begin. Onder operaliefhebbers is bekend dat de hoge gezongen muzieknoot aan het eind van veel opera's niet goed wordt gereproduceerd. Ook popliefhebbers zien de frisse en dynamische hoge tonen aan het begin van een plaat afnemen tot slissende bekkens en vervormde vocale s-klanken aan het einde ervan, al is dit effect mede afhankelijk van de kwaliteit van de platenspeler.

## Frequentiekarakteristiek
Doordat de energie van een geluidsgolf evenredig is met het kwadraat van de frequentie is bij gelijk vermogen de amplitude van hoge tonen lager dan van lage tonen. Hoge tonen hebben in muziek daardoor over het algemeen een kleinere amplitude. Daarom worden hoge tonen versterkt op een grammofoonplaat gezet zonder dat dit tot overmatige groefbeweging leidt. De voorversterker verzwakt de hoge tonen weer in dezelfde mate. Dit heeft tot gevolg dat met het afzwakken van de hoge tonen ook de ruis van het plaatmateriaal wordt onderdrukt. Deze techniek werd al op de oude 78 toerenplaten toegepast, maar er was geen standaard voor het filter. Verschillende maatschappijen gebruikten verschillende filterkarakteristieken. Met het ontwerp van de vinylplaat is ook het filter gestandaardiseerd. De specificaties van het filter werden oorspronkelijk ontworpen door de RIAA, en het filter wordt vaak aangeduid met de naam RIAA-filter.

## Slijtage en geluidsvervorming
Hoewel onder optimale omstandigheden een zeer goede geluidsweergave mogelijk is, is de aanvankelijk van was, later van schellak en weer later van vinyl gemaakte plaat als opslagmedium erg kwetsbaar en zeer gevoelig voor krassen en stof, die leiden tot tikken en ruis bij het afspelen. Het afspelen zelf werkt door een mechanisch contact van de naald met de plaat, en dit zorgt voor slijtage die de geluidskwaliteit doet afnemen; vooral wanneer naalden van slechte kwaliteit worden gebruikt. Men spreekt bij een veel gespeelde grammofoonplaat van grijsgedraaid, omdat een versleten plaat daadwerkelijk een grijzige indruk kan maken. Ook de voor het afspelen gebruikte draaitafel, het pick-upelement en de naald hebben grote invloed op de kwaliteit van het geluidssignaal. De motor kan aanleiding geven tot wow en flutter. Ook het op de plaat zetten van de naald kan deze beschadigen. De oude schellakgrammofoonplaten waren bovendien erg breekbaar.

## Platen met een bijzondere persing

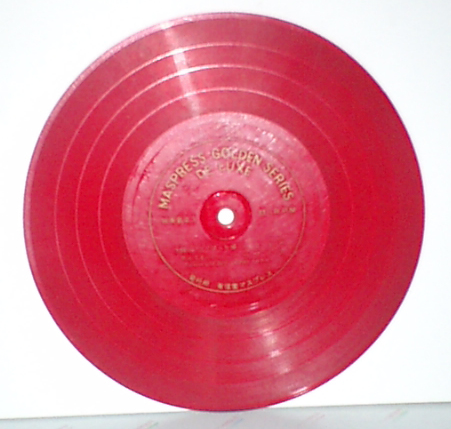
Sonosheet

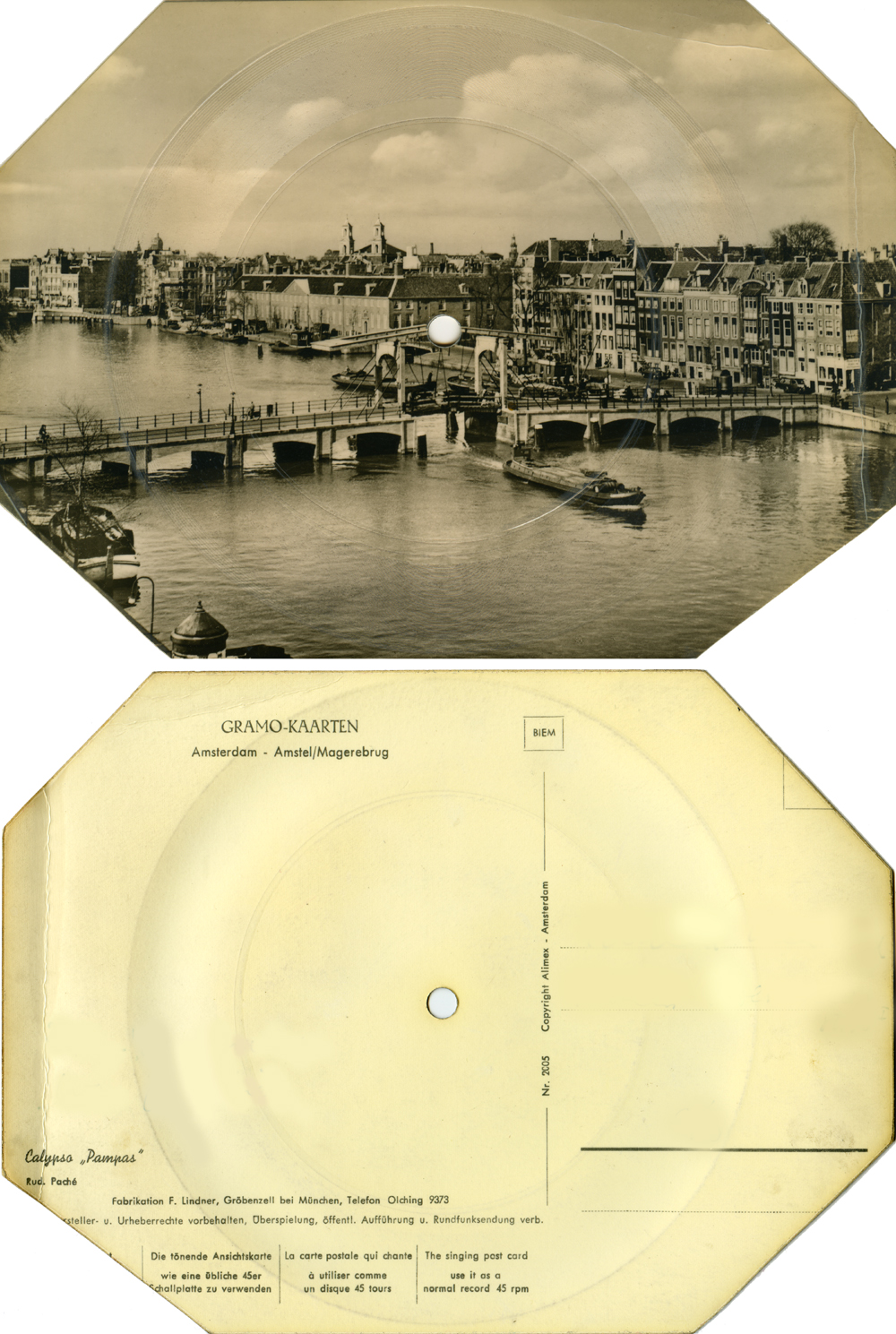
Een grammokaart, een ansichtkaart waarin groeven geperst zijn, zodat hij als grammofoonplaat kan worden afgespeeld.

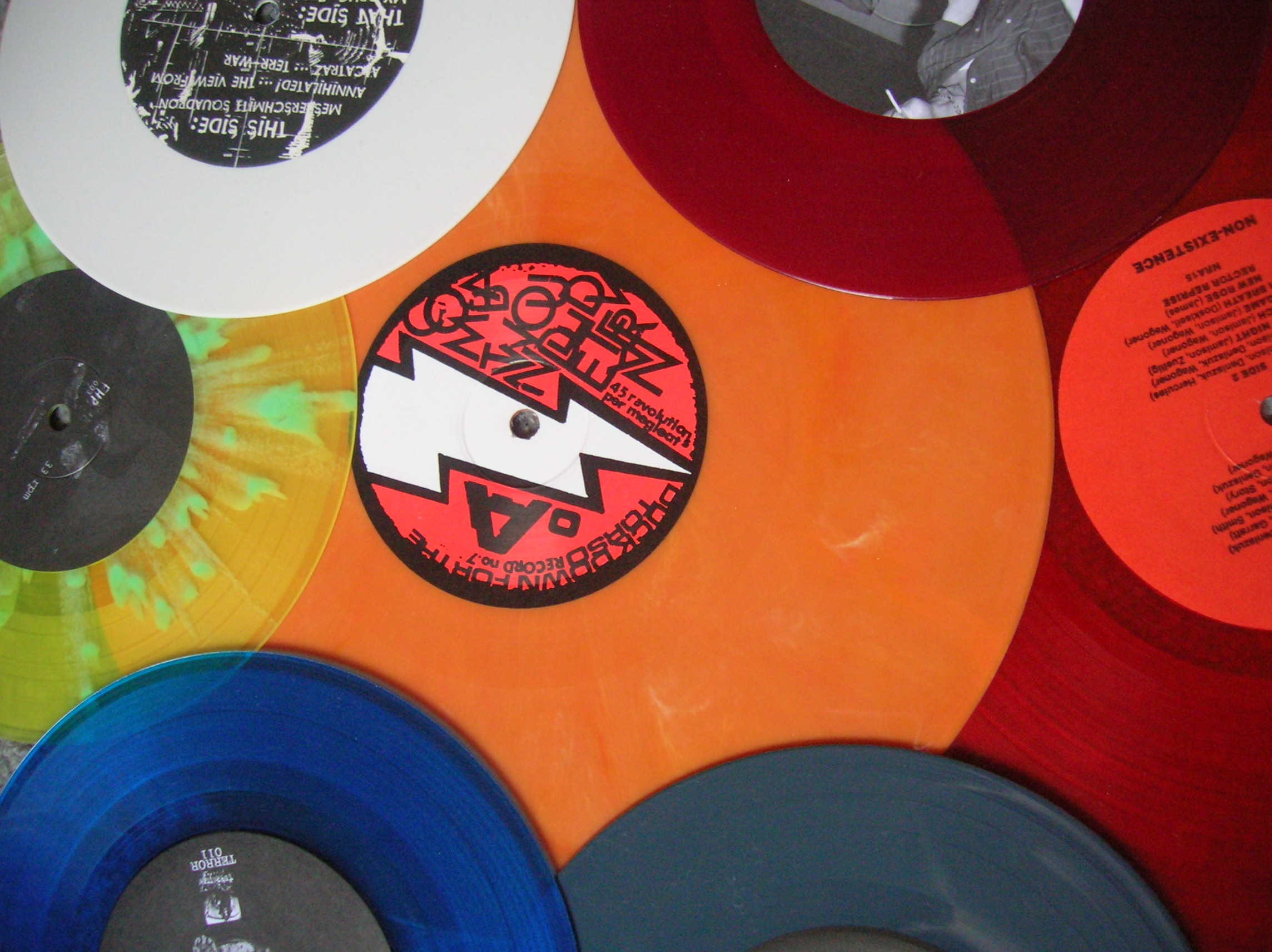
Colour vinyl

- De reeds genoemde vierkanaalsgrammofoonplaat.
- Platen waarin een afbeelding is geperst (picture disc).
- Platen met een groef die niet van buiten naar binnen loopt, maar van binnen naar buiten (reverse groove record). Dit heeft als nadeel dat het opzetten bemoeilijkt wordt, vooral bij een speler met automatische afslag aan het eind van de plaat. Ook loopt aan het eind van het afspelen, of wanneer abusievelijk de plaat op de gewone manier wordt opgezet de naald van de plaat af waardoor de naald beschadigd kan raken.
- Platen die voor elke kant een andere afspeelsnelheid hebben.
- Platen met slechts aan één zijde een groef (single sided). De andere kant is niet afspeelbaar, er kunnen dan teksten ingekrast zijn. Voorbeeld: Above van Mad Season waarop op de vierde zijde de bandnaam is ingekrast.
- Testplaat met aan één zijde een gedeelte zonder groef, teneinde de antiskating van de arm in te kunnen stellen.
- Platen met verborgen geschreven teksten ingeperst in de uitloopgroef. Op die plek staat gewoonlijk het bestelnummer ingeperst.
- Platen met geluid in de eindgroef die herhaald wordt tot de grammofoon wordt afgezet. Gewoonlijk is het laatste stukje van een plaat zonder geluid. Dit werkt niet bij een speler met automatische afslag. Voorbeelden van een dergelijke loops in de uitloopgroef zijn te horen op:
  - Sgt. Pepper's Lonely Hearts Club Band (1967) van The Beatles met een ultrasone toon (mensen horen niets, maar de hond gaat ervan janken) en in de eindgroef een kakofonie van geluiden die steeds wordt herhaald
  - op Atom Heart Mother (1970) van Pink Floyd de oneindig druppelende kraan
  - op Machine Gun Etiquette (1979) van The Damned waarin de quote "Nibbled to death by an okapi" uit de BBC Radio-serie The Hitchhiker's Guide to the Galaxy herhaaldelijk klinkt
  - Een ander voorbeeld is de single I am the beat van The Look uit 1981, waarvan de uitloopgroef precies twee maten eindeloos herhaalt.
  - De lp BAH van de groep Capsones waar het woord ‘Bah’ eindeloos herhaald wordt.
  - de lp Kaya van Bob Marley & the Wailers met in de eind groef een omgedraaid claxongeluid dat als een soort alarm klinkt.
- Platen waarbij de groeven bestaan uit concentrische cirkels in plaats van een spiraal. Hierop staan dan telkens samples die in een loop blijven spelen.
- De maxisingles (12 inch) van Pop Muzik (1979) van de popgroep M en een bijzondere uitgave van The Deer Hunter/Don't Cry for Me Argentina van The Shadows en van Creatures of the Night/Rock and Roll All Nite van Kiss bevatten een dubbele groef die elk een andere versie van het nummer bevat. Daardoor wordt het onvoorspelbaar welke versie opgezet wordt.
- Het album Lazaretto van Jack White bevat veel van bovenstaande eigenschappen, en er zijn ook twee nummers verborgen onder de centrale labels van de plaat.[2]
- Colour vinyl, platen gemaakt van gekleurd vinyl, al dan niet transparant en/of fluorescerend. Bijvoorbeeld een gelimiteerde persing van The White Album in wit vinyl.
- Platen met laser-etching, een met behulp van een laser aangebracht patroon dat de kleuren van licht in verschillende richtingen weerkaatst. Bijvoorbeeld het album True Colours van Split Enz.
- ‘Pratende’ postzegels uit Bhutan van gekleurd plastic die de vorm hebben van miniatuurplaten (uitgegeven in 1972).
- Shape singles, platen die niet rond zijn, het deel buiten de 7 inch-cirkel, wordt gebruikt om een bepaalde vorm aan de plaat te geven. Bijvoorbeeld Returning (From a Journey)/Kiss Kiss Bang Bang uit 1983 van de Britse popgroep The Specimen.